# Ибдати
Ибдати (финик. Ib-da-ti) — первый достоверно известный царь Библа; современник царя Ура Амар-Суэна, правившего во второй половине XXI века до н. э.

## Биография
Имя Ибдати имеет аморейское происхождение и означает «Иб — мой покровитель».
Ибдати упоминается в двух клинописных документах из архива в Пузриш-Дагане (современный Дрехем). В них он наделён шумерским титулом энси, что, вероятно, должно свидетельствовать о подчинении Ибдати монархам Ура. В документе, датированном четвёртым годом правления Амар-Суэна, сообщается о принесении даров этому властителю несколькими лицами: Либанукшабашем из Мархаши, Гураиа из Эблы, Лиллой из Мари, Иашилимом из Туттуля и Ибдати из Библа. О морской торговле между царствами Библа и Ура упоминается и в документе от девятого года правления Амар-Суэна.
На основании свидетельств исторических источников правление Ибдати датируется второй половиной XXI века до н. э. Предыдущим властителем Библа, упоминаемым в древних текстах, был Рум, сын Баалат-Рума, но, скорее всего, это персонаж одного из местных мифов. Следующим известным после Ибдати библским царём был Абишему I, деятельность которого датируется приблизительно 1800 годом до н. э.